# Гренадерский корпус

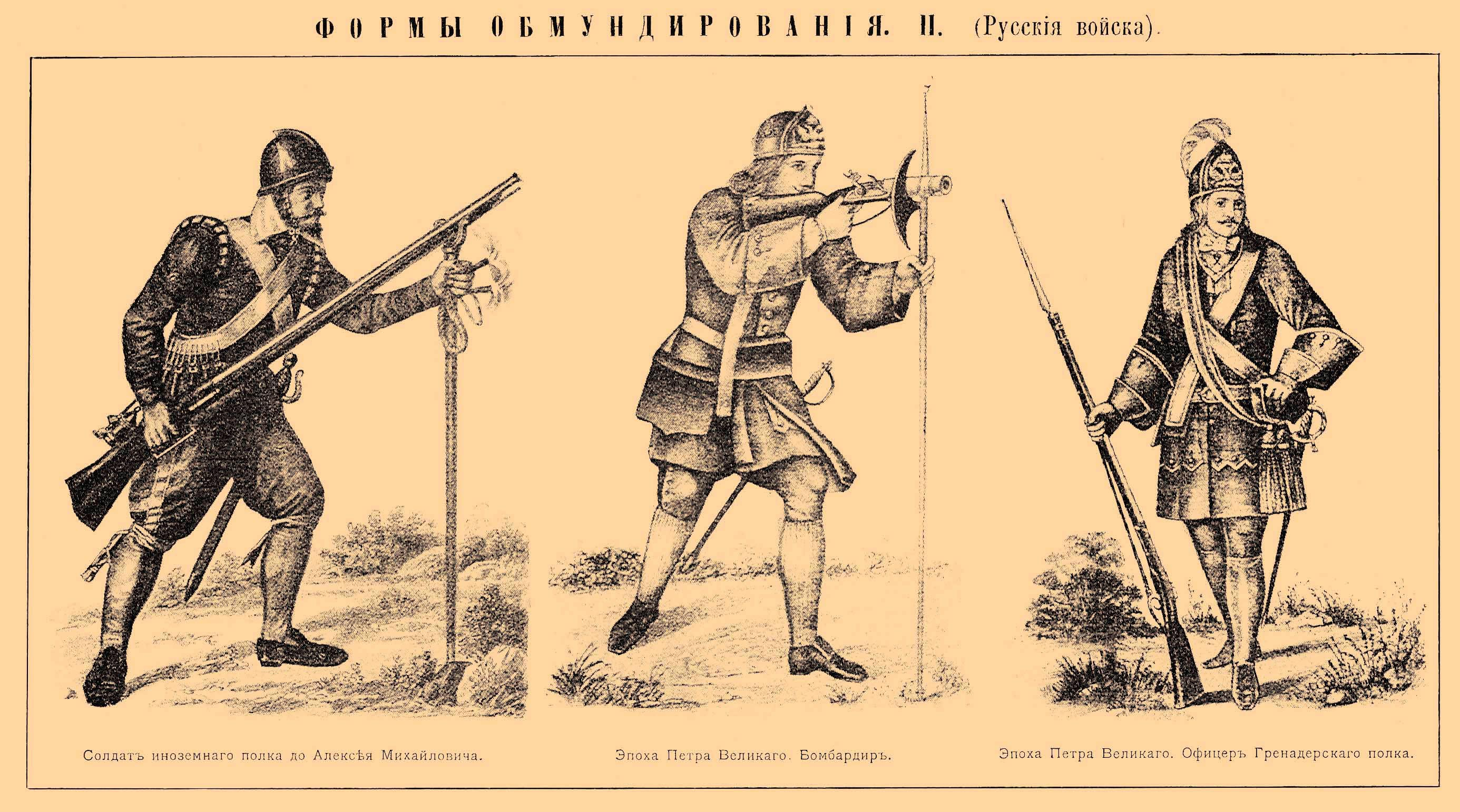
Формы обмундирования II. Русские войска. 1. Солдат иноземного полка до Алексея Михайловича. 2. Эпоха Петра Великого. Бомбардир. 3. Эпоха Петра Великого. Офицер гренадерского полка.

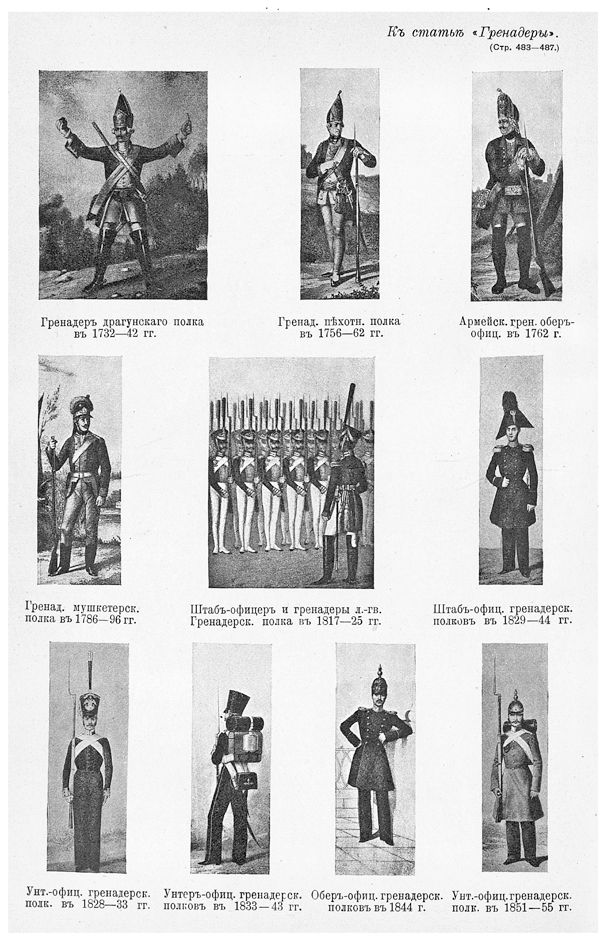
Вклейка к статье «Гренадеры», Военная энциклопедия Сытина, Санкт-Петербург, 1911 — 1915 годов.

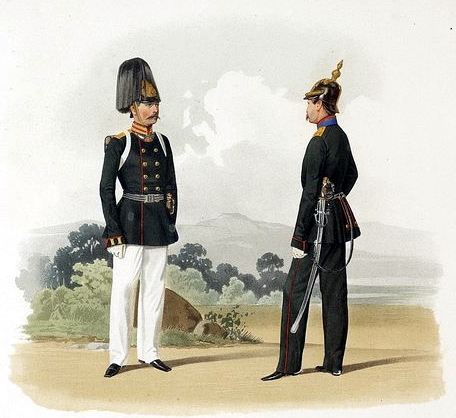
Пиратский К.К. Обер-офицеры первых и вторых полков дивизий Гренадерского корпуса. (В парадной строевой и в обыкновенной формах.) 1855 год.

Гренадерский корпус — гренадерское соединение Русской императорской армии.
Штаб-квартира — Москва. Корпус сформирован 29 августа 1814 года в составе 1-й, 2-й и 3-й гренадерских дивизий. Являлся войсковой тактической и административной единицей, в состав которой входили все рода оружия.

## История
Гренадерские подразделения из отборных военнослужащих были сформированы в русской армии при Петре Великом в гвардейских и армейских пехотных полках в виде отдельных рот и в виде гренадерских частей. Отдельные гренадерские роты сохранялись в ВС России до 1856 года. В русских егерских полках они именовались карабинерными ротами.
В 1763 году в Русской армии было уже четыре армейских гренадерских полка. Численность армейских гренадерских полков постепенно увеличивалась за счёт переименования мушкетёрских полков и сформирования новых гренадерских путём отбора из пехотных полков личного состава.
В 1811 году гренадерские полки соединены в особые гренадерские дивизии, а в 1814 году — в Гренадерский корпус. В другом источнике указано что в августе 1813 года путём переименования 1-го пехотного корпуса сформирован 3-й гренадерский корпус. В состав корпуса вошли: 1-я и 2-я гренадерские дивизии. Корпусным командиром был генерал-лейтенант (с 8 октября 1813 года генерал от кавалерии) Н. Н. Раевский. 3 апреля 1814 года в состав корпуса вошла 3-я гренадерская дивизия, а 29 августа 1814 года он был переименован в Гренадерский корпус. В мае 1813 года гренадеры Раевского проявили себя в сражениях под Кёнигсвартой и Бауценом. В августе, после присоединения Австрии к антифранцузской коалиции, корпус Раевского был переведён в Богемскую армию фельдмаршала К. Ф. цу Шварценберга. В её составе корпус принял участие в сражениях при Дрездене, неудачном для союзной армии, и под Кульмом, где французы потерпели полное поражение. Корпус и его дивизии с отличием участвовали и далее в Войне шестой коалиции.
Особенно отличился гренадерский корпус под командованием Раевского в крупнейшем сражении той эпохи — «Битве народов» под Лейпцигом.

В сем ужасном сражении было одно роковое мгновение, в котором судьба Европы и всего мира зависела от твердости одного человека. Наполеон, собрав всю свою кавалерию, под прикрытием ужасной батареи, устремился на наш центр. Часть оного поколебалась и временно уступила отчаянному нападению; но корпус гренадер под командою Раевского, свернувшись в каре, стоял непоколебимо, и, окруженный со всех сторон неприятелем, везде отражал его усилия. Сия твердость дала нашим время выстроиться и вскоре опрокинуть французскую кавалерию, которая принуждена была ретироваться под огнём непоколебимых гренадер, расстроилась и обратилась в бегство.— М. Ф. Орлов
В 1830 — 1831 годах корпус участвовал в подавлении Польского восстания, в частности, в сражениях при Бялоленке, Грохове, Остроленке и при штурме Варшавы. В 1833 году переименован в Отдельный гренадерский корпус. В 1834 году для Гренадерского корпуса сформирован Гренадерский стрелковый батальон. В 1844 году формированию вернули прежнее наименование — Гренадерский корпус. С 3 февраля 1844 года по 1856 год подчинялся командиру Отдельного гвардейского корпуса, штаб Отдельного гвардейского корпуса был реорганизован в Штаб главнокомандующего Гвардейским и Гренадерским корпусами, с 1849 года — Штаб главнокомандующего Гвардейскими и Гренадерским корпусами. В период 1856 — 1857 годов гренадерским полкам корпуса пожалованы новые знамёна. Три корпуса: Гренадерский, Гвардейский пехотный и Гвардейский кавалерийский, в период Крымской войны, находились в Санкт-Петербурге и его окрестностях и предназначаясь для обороны столицы государства. В дальнейшем в ходе Крымской войны Гренадерский корпус был переброшен на север Крыма. В период крестьянских волнений 1857 — 1863 годов корпус наводил порядок на территориях губерний России.
С повсеместным введением военно-окружного управления с 1862 года началось постепенное упразднение всех корпусов в Вооружённых силах России которое завершилось в 1864 году. В период с 13 января 1864 года по 19 февраля 1877 года Гренадерский корпус был упразднён. Вновь сформирован в начале Русско-турецкой (Освободительной) войны 1877 — 1878 годов, в которой принял участие. Прославился в сражении под Плевной, где выдержал главный удар осаждённой армии Осман-паши при её попытке прорыва из осаждённой крепости и совместно с другими подоспевшими корпусами вынудил её к капитуляции. Потери Гренадерского корпуса в этом сражении составили убитыми и ранеными 1609 человек — 63 офицера и 1546 нижних чинов.
В 1883 году на месте сгоревшей в 1868-м избы, где проходил совет в Филях, офицеры Гренадерского корпуса установили монумент в виде верстового столба, в память об этом событии.

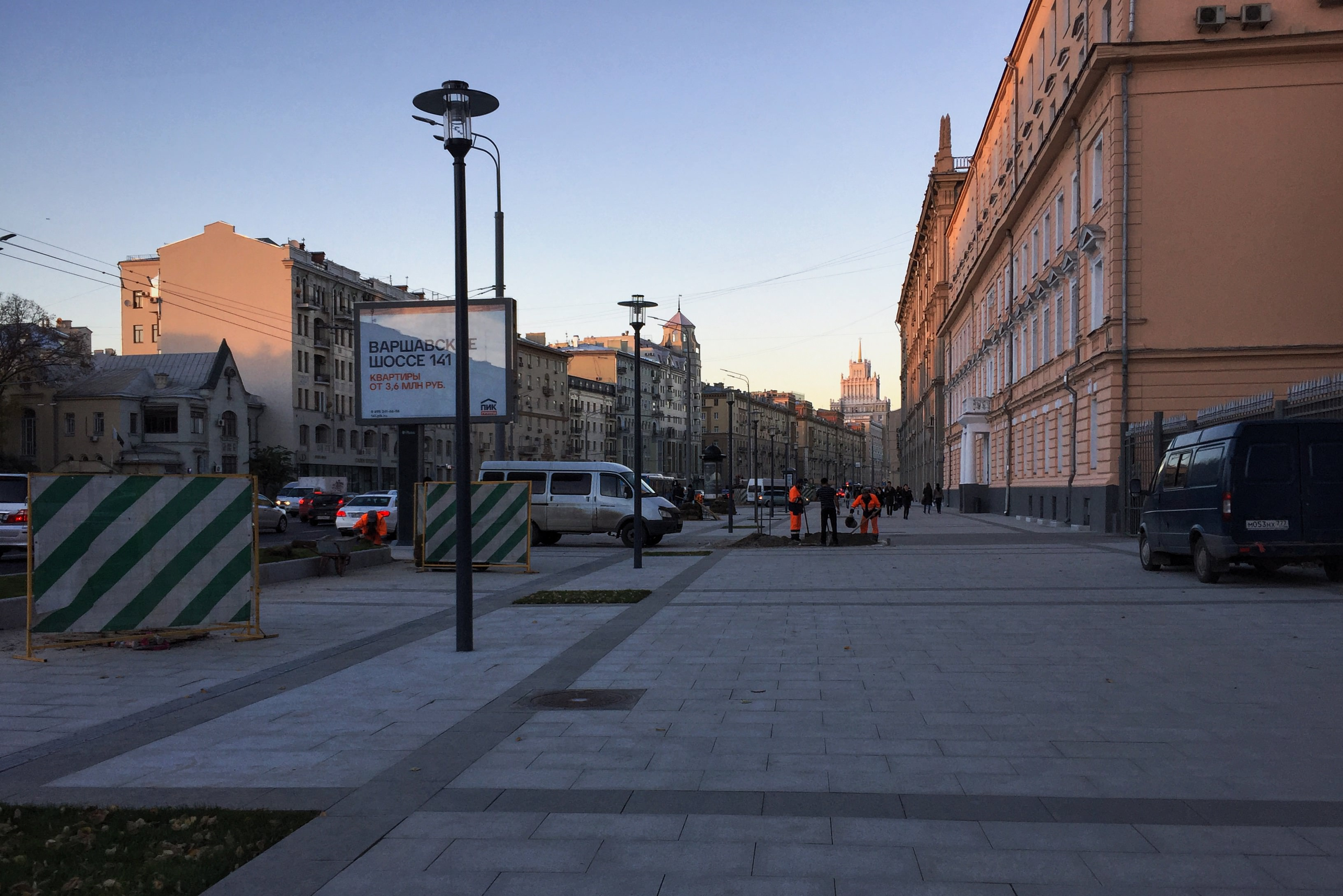
Бывшее здание штаба Гренадерского корпуса, Садово-Кудринская улица, 26/40 (справа на фото)

Личный состав формирования участвовал в подавлении «восстания боксёров» в Китае и в Русско-японское войне.
До начала Первой мировой войны дислоцировался в Московском военном округе.
К 5 августа 1914 года корпус в составе 4-й армии и находился в составе Юго-Западного фронта.

Гренадерский корпус имел мало счастья в этой войне. Прежде всего ему не везло на командиров. Замечательным его делом было отражение, совместно с гвардейской конницей, II австро-венгерской армии от Петрокова в ноябре 1914 года.— А. А. Керсновский, «История русской армии»
Формирование участвовало в операциях Северо-Западного (1914 год — июль 1915 года) и Западного (август 1915 года — декабрь 1917 года) фронтов.
Корпус был участником Ченстохово-Краковской операции в ноябре 1914 г., Таневского сражения 18 – 25 июня 1915 г. и Люблин-Холмского сражения 9 - 22 июля 1915 г. Сражался в Барановичской операции 1916 г.
В сентябре 1916 года в состав корпуса была включена национальная Польская стрелковая бригада. В октябре 1916 г. на фронте корпуса состоялась газовая атака у Ольсевичей.
12 марта 1918 года приказом № 41 по Гренадерскому корпусу все части корпуса расформированы.

## Состав

### на 29.08.1814
- управление;
- 1-я гренадерская дивизия;
- 2-я гренадерская дивизия;
- 3-я гренадерская дивизия.
- с 1816 года при корпусе состоял 1-й сапёрный батальон[15]

### на 01.09.1880
- управление;
- 1-я гренадерская дивизия;
- 2-я гренадерская дивизия;
- 3-я гренадерская дивизия;
- 1-я кавалерийская дивизия.

### на 1890
- управление;
- три пехотные дивизии[16];
- две кавалерийские дивизии[16].

### на 01.02.1913 — 01.04.1914
- управление;
- 1-я гренадерская дивизия;
- 2-я гренадерская дивизия;
- 1-я кавалерийская дивизия;
- 6-я отдельная Донская казачья сотня;
- Гренадерский мортирный артиллерийский дивизион;
- Гренадерский сапёрный Его Императорского Высочества Великого Князя Петра Николаевича батальон.

### на 18.07.1914
- Управление
- 1-я гренадерская дивизия
- 2-я гренадерская дивизия
- 1-я кавалерийская дивизия
- Гренадерский мортирный артиллерийский дивизион
- Гренадерский сапёрный батальон
- Гренадерский корпусной авиационный отряд Российского императорского военно-воздушного Флота

## В составе (период)
- Богемская армия (??.08.1813 — ??.??.181?)
- 4-я армия (02.08.1914 — 03.04.1916, 20.06 — 17.07.1916)
- 3-я армия (14.04 — 01.06.1916)
- 2-я армия (17.07.1916 — хх.12.1917)

## Командование корпуса

### Командиры
- 29.08.1814 — 15.02.1816 — генерал от кавалерии Раевский, Николай Николаевич
- 09.04.1816 — 19.01.1826 — генерал-адъютант генерал-лейтенант (с 17.08.1817 генерал от инфантерии) граф Остерман-Толстой, Александр Иванович
  - 14.11.1817 — 19.01.1826 — командующий генерал-лейтенант князь Шаховской, Иван Леонтьевич[17]
- 19.01.1826 — 11.06.1832 — генерал-лейтенант (с 22.08.1826 генерал от инфантерии) князь Шаховской, Иван Леонтьевич
- 11.06.1832 — 30.08.1832 — генерал-адъютант генерал от инфантерии Храповицкий, Матвей Евграфович
- 30.08.1832 — 20.12.1848 — генерал-лейтенант (с 06.12.1835 генерал от инфантерии, с 01.02.1844 генерал-адъютант) Набоков, Иван Александрович
- 20.12.1848 — 29.11.1854 — генерал-лейтенант (с 06.12.1853 генерал от инфантерии) Муравьёв-Карсский, Николай Николаевич
- 29.11.1854 — 26.08.1856 — генерал-адъютант генерал-лейтенант Плаутин, Николай Федорович
- 26.08.1856 — 06.07.1862 — генерал-лейтенант (с 30.08.1858 генерал-адъютант, с 08.09.1859 генерал от инфантерии) барон Рамзай, Эдуард Андреевич
- 09.09.1862 — 13.01.1864 — генерал-адъютант генерал-лейтенант (с 30.08.1863 генерал от инфантерии) Гильденштуббе, Александр Иванович
- 13.01.1864 — 19.02.1877 — корпус упразднён
- 19.02.1877 — 17.04.1879 — генерал-лейтенант (с 28.11.1878 генерал-адъютант) Ганецкий, Иван Степанович
  - 1878 — генерал-лейтенант Дохтуров, Михаил Николаевич (временно)

- 17.04.1879 — 14.03.1881 — генерал-адъютант генерал-лейтенант граф Шувалов, Павел Андреевич
- 14.03.1881 — 08.05.1882 — генерал-адъютант генерал от инфантерии Радецкий, Фёдор Федорович
- 10.05.1882 — 13.03.1886 — генерал от инфантерии Ганецкий, Николай Степанович
- 13.03.1886 — 09.04.1889 — генерал от инфантерии Столыпин, Аркадий Дмитриевич
- 09.04.1889 — 11.08.1889 — генерал от кавалерии Манзей, Константин Николаевич
- 11.08.1889 — 03.06.1903 — генерал-лейтенант (с 06.12.1895 генерал от инфантерии) Малахов, Николай Николаевич
- 02.04.1904 — 18.06.1904 — генерал-лейтенант граф Стенбок, Герман Германович
- 19.06.1904 — 15.03.1906 — генерал-лейтенант Ореус, Михаил Фёдорович
- 15.03.1906 — 24.09.1907 — генерал-лейтенант Сандецкий, Александр Генрихович
- 01.10.1907 — 15.05.1912 — генерал-лейтенант (с 06.12.1910 генерал от инфантерии) Экк, Эдуард Владимирович
- 21.05.1912 — 02.09.1915 — генерал-лейтенант (с 14.04.1913 генерал от инфантерии, с 26.01.1914 генерал от артиллерии) Мрозовский, Иосиф Иванович
- 12.09.1915 — 06.02.1916 — генерал от инфантерии Куропаткин, Алексей Николаевич
- 20.02.1916 — 20.07.1917 — генерал-лейтенант Парский, Дмитрий Павлович
- 31.07.1917 — 12.03.1918 — генерал-лейтенант Хростицкий, Анатолий Владимирович

### Начальники штаба
- 09.04.1816 — 15.02.1820 — генерал-майор Нейдгардт, Павел Иванович
- 19.02.1820 — хх.хх.хххх — генерал-майор Столыпин, Дмитрий Алексеевич
- 25.06.1826 — хх.хх.1828 — генерал-майор Герман, Александр Иванович
- 15.03.1828 — 10.01.1834 — генерал-майор Гурко, Владимир Иосифович
- 10.01.1834 — 25.12.1840 — полковник (с 01.08.1836 генерал-майор) Тучков, Павел Алексеевич
- 25.12.1840 — 07.08.1842 — генерал-майор Свиты Е. И. В. Веймарн, Иван Фёдорович
- 07.08.1842 — 11.04.1848 — полковник (с 10.10.1843 генерал-майор Свиты) Катенин, Александр Андреевич
- 11.04.1848 — 29.09.1849 — генерал-лейтенант Липранди, Павел Петрович
- 29.09.1849 — 09.03.1852 — генерал-майор Свиты Назимов, Владимир Николаевич
- 09.03.1852 — 12.10.1853 — полковник (с 26.11.1852 генерал-майор) фон Ридигер, Фёдор Филиппович
- 12.10.1853 — 12.04.1855 — генерал-майор Рашет, Владимир Антонович
- 12.04.1855 — 08.09.1856 — генерал-майор (с 26.08.1856 генерал-лейтенант) Фелькнер, Владимир Иванович
- 08.09.1856 — 06.06.1861 — генерал-майор Свиты граф Гейден, Фёдор Логгинович
- 06.06.1861 — 08.01.1864 — генерал-майор Казнаков, Николай Геннадьевич
- 1864 — 1877 — корпус упразднён
- 24.02.1877 — 16.10.1889 — генерал-майор Маныкин-Невструев, Александр Иванович
- 19.11.1889 — 25.11.1891 — генерал-майор Ивашкин, Владимир Николаевич
- 25.11.1891 — 31.12.1892 — генерал-майор Повало-Швейковский, Александр Николаевич
- 18.01.1893 — 25.09.1899 — генерал-майор барон Розен, Александр-Степан Фридрихович
- 27.11.1899 — 06.06.1902 — генерал-майор Светозаров, Николай Иванович
- 24.06.1902 — 03.10.1909 — генерал-майор Гершельман, Иван Романович
- 03.10.1909 — 01.05.1913 — генерал-майор Десино, Константин Николаевич
- 03.05.1913 — 19.11.1914 — генерал-майор Соколов, Владимир Иванович
- 19.11.1914 — 26.08.1916 — генерал-майор Хростицкий, Анатолий Владимирович
- 18.09.1916 — 09.10.1916 — генерал-майор Галкин, Михаил Сергеевич
- 09.10.1916 — 23.06.1917 — генерал-майор Довгирд, Стефан Антонович
- 24.06.1917 — 27.07.1917 — полковник Кузьмин, Александр Герасимович
- 12.12.1917 —  xx.xx.1918 — генерал-майор Лукьянов, Григорий Лукич[18]

### Начальники артиллерии корпуса
В 1910 году должность начальника артиллерии корпуса была заменена должностью инспектора артиллерии. С конца XIX века должность начальника / инспектора артиллерии корпуса соответствовала чину генерал-лейтенант. Лица, назначаемые на эту должность в чине генерал-майора, являлись исправляющими должность и утверждались в ней одновременно с производством в генерал-лейтенанты.
- 10.01.1816 — 16.09.1829 — генерал-майор (с 06.01.1826 генерал-лейтенант) Никитин, Алексей Петрович
- хх.хх.1829 — хх.хх.1832 — генерал-майор Гербель, Василий Васильевич
- до 18.05.1833 — 04.12.1844 — генерал-майор (с 11.04.1843 генерал-лейтенант) Смагин, Александр Павлович
- 04.12.1844 — 16.11.1854 — генерал-майор (с 23.03.1847 генерал-лейтенант) Стахович, Пармен Иванович
- 16.11.1854 — хх.хх.1863 — генерал-майор (с 30.08.1855 генерал-лейтенант) Корнилов, Пётр Петрович
- 02.12.1863 — 13.01.1864 — генерал-майор Дитерихс, Константин Егорович
- 1864 — 1877 — корпус упразднён
- 19.03.1877 — 29.03.1878 — генерал-майор (с 01.01.1878 генерал-лейтенант) Рейнталь, Рейнгольд Петрович
- 29.03.1878 — 09.10.1879 — генерал-майор Шестаков, Георгий Фёдорович
- 09.10.1879 — 10.10.1881 — генерал-майор (с 30.08.1881 генерал-лейтенант) Клевецкий, Александр Захарович
- 16.10.1881 — 20.04.1888 — генерал-майор (с 30.08.1885 генерал-лейтенант) Похитонов, Даниил Даниилович
- 22.04.1888 — 15.02.1893 — генерал-лейтенант Адамович, Леонид Ефремович
- 15.02.1893 — 29.11.1893 — и. д. генерал-майор Савримович, Антон Осипович
- 29.11.1893 — 03.01.1896 — генерал-майор (с 14.11.1894 генерал-лейтенант) Завадовский, Иосиф Иванович
- 03.01.1896 — 13.01.1903 — генерал-майор (с 14.05.1896 генерал-лейтенант) Ореус, Михаил Фёдорович
- 12.02.1903 — 11.03.1906 — генерал-майор (с 17.04.1905 генерал-лейтенант) Гиппиус, Владимир Иванович
- 06.12.1906 — 29.12.1908 — генерал-лейтенант Нищенков, Аркадий Никанорович
- 24.01.1909 — 06.02.1910 — генерал-лейтенант князь Масальский, Владимир Николаевич
- 06.02.1910 — 31.12.1913 — генерал-лейтенант Гаитенов, Валериан Михайлович
- 18.01.1914 — 05.10.1914 — и. д. генерал-майор Цибульский, Авксентий Дмитриевич
- 05.10.1914 — 23.04.1915 — генерал-лейтенант Гаитенов, Валериан Михайлович (вторично)
- 10.05.1915 — 28.03.1916 — генерал-лейтенант Гаитенов, Валериан Михайлович (в третий раз)
- 12.05.1916 — 29.09.1916 — и. д.  генерал-майор Бурман, Андрей Владимирович
- 10.10.1916 — хх.хх.хххх — и. д. генерал-майор Богаевский, Лев Алексеевич